# Sama Abdulhadi
Sama Abdulhadi   (Amman, octubre 1990), també coneguda amb els sobrenoms de «Skywalker» i «Sama'», és una punxadiscos de tecno i productora de música electrònica palestina.

## Trajectòria
Filla de pares refugiats, des dels 4 anys que viu a Ramal·lah. L'any 2011 es va traslladar a Londres on es va graduar en enginyeria de so i producció musical al SAE Institute. Ha treballat com enginyera de so al Caire, Jordània i Palestina i ha col·laborat amb diversos artistes. L'abril del 2017 va ser seleccionada per l'Institut de França per a participar en una residència de sis mesos a la Ciutat de les Arts de París, durant la qual treballà en el seu següent àlbum.
El 2025, Sama Abdulhadi es va retirar de la seva actuació programada al festival Sónar de Barcelona com a part d'un boicot generalitzat per part d'artistes pels vincles del festival amb el fons d'inversió KKR, que havia adquirit la seva empresa matriu i va ser acusat de  de promoure assentaments il·legals en territoris ocupats a Palestina.

## Discografia
- Life's Pace (2013)
- Quantum Morphosis (2015)